# West Bradford
West Bradford – wieś w Anglii, w hrabstwie Lancashire, w dystrykcie Ribble Valley. Leży 49 km na północ od miasta Manchester i 306 km na północny zachód od Londynu.